# إدغار سالي
إدغار نيكاس كونستان سالي (بالفرنسية: Edgar Nicaise Constant Salli)‏ (ولد في 17 أغسطس 1992 في غاروا) لاعب كرة قدم دولي كاميروني يلعب حاليا لصالح نادي موناكو الفرنسي في مركز الجناح منذ 2011.

## روابط خارجية
- إدغار سالي على موقع الاتحاد الدولي (مؤرشف)  (الإنجليزية)
- إدغار سالي على موقع رابطة كرة القدم الفرنسية للمحترفين (الإنجليزية)
- إدغار سالي على موقع قاعدة بيانات كرة القدم.إي يو (الإنجليزية)
- إدغار سالي على موقع ناشيونال فوتبول تيمز (الإنجليزية)
- إدغار سالي على موقع Soccerway.com (الإنجليزية)
- إدغار سالي على موقع عالم كرة القدم.نت (الإنجليزية)
- إدغار سالي على موقع AS.com (الإسبانية)